# NGC 7757
NGC 7757 је спирална галаксија у сазвежђу Рибе која се налази на NGC листи објеката дубоког неба.
Деклинација објекта је + 4° 10' 17" а ректасцензија 23h 48m 45,5s. Привидна величина (магнитуда) објекта NGC 7757 износи 12,4 а фотографска магнитуда 13,1. NGC 7757 је још познат и под ознакама UGC 12788, MCG 1-60-37, CGCG 407-59, VV 407, ARP 68, UM 7, IRAS 23461+0353, PGC 72491.